# The Trouble with Being Myself
The Trouble with Being Myself é o terceiro álbum de estúdio da cantora americana de soul e R&B Macy Gray. Foi lançado em 2003. Não foi um grande sucesso, mas recebeu críticas positivas e foi elogiado pelos fãs. O álbum apresentou os singles "When I See You" e "She Ain't Right for You", que fizeram sucesso principalmente no Reino Unido.

## Faixas
1. When I See You – 3:43
2. It Ain't the Money (com Pharoahe Monch) – 4:07
3. She Ain't Right for You – 4:12
4. Things That Made Me Change – 4:29
5. Come Together – 4:35
6. She Don't Write Songs About You – 4:39
7. Jesus for a Day – 3:30
8. My Fondest Childhood Memories – 3:36
9. Happiness – 4:13
10. Speechless – 4:06
11. Screamin' – 3:16
12. Every Now and Then – 6:30

### Edição do Japão
1. It's Love – 5:40
2. We Will Rock You – 3:03